# Saguaro (Palm OS)
Saguaro was een programma voor PalmOS dat ervoor zorgt dat Palm OS gebaseerde pda's kunnen multitasken. 

## Geschiedenis
Saguaro, ontwikkeld door PDA Performance, heeft een extreem lange ontwikkeltijd gekend, namelijk 3 jaar. De volledige versie werd niet beschikbaar gesteld, enkel twee bètaversies: Saguaro Beta (een gesloten bèta) en Saguaro Sneak Peek (een publieke bèta). Het bedrijf PDA Performance sloot de deuren voordat een volledige versie werd uitgebracht.

## Specificaties
Er is weinig informatie beschikbaar over de technische specificaties omdat PDA Performance nog geen SDK heeft. Hoewel Saguaro multitasking zou hebben, voor Saguaro applicaies, waar naar gerefereerd wordt als "widgets". Door deze term speculeert de Palm community nu of Saguaro volledige applicaties zal draaien of dat het een widget engine is. Saguaro zou ook gewone Palm OS applicaties kunnen draaien door als launcher te functioneren.
Saguaro heeft ook zijn eigen grafische engine, genaamd "MojaveGL", dat ook als window manager functioneert. MojaveGL ondersteunt alpha blending, dat ervoor zorgt dat Saguaro ook translucente schermen kan weergeven.